# Pogonocherus mixtus
Pogonocherus mixtus är en skalbaggsart som beskrevs av Samuel Stehman Haldeman 1847. Pogonocherus mixtus ingår i släktet Pogonocherus och familjen långhorningar. Inga underarter finns listade i Catalogue of Life.